# Franz Brunner (Handballspieler)
Franz Brunner (* 21. März 1913; † 22. Dezember 1991) war ein österreichischer Feldhandballspieler.
Er war Mitglied des Teams, welches die Silbermedaille bei den Olympischen Sommerspielen 1936 gewann. Er bestritt zwei Spiele.
Franz Brunner spielte, ebenso wie sein Teamkollege Walter Reisp, in Graz beim GAK.